# 化膿性肺炎
化膿性肺炎（かのうせいはいえん）は、肺炎の一種である。肺化膿症や肺膿瘍と同義語である。

## 症状
持続する高熱、咳、黄色痰、全身倦怠、食欲低下などである。肺膿瘍が破れた時は膿気胸となり呼吸困難となる。

## 病因
起炎菌は、ほとんどが黄色ブドウ球菌である。

## 診断
肺雑音は独特のはない。胸部レントゲンで肺野に単発の球状の白色陰影を認める。球状陰影の中身は膿で満たされ、ニボーを認めることがある。ＣＴスキャンで確定診断ができる。

## 治療
抗菌薬を静脈内投与する。主にセフェム系が使われるが、耐性ブドウ球菌も考慮してバンコマイシン、カルベペナム系が使用される。膿気胸をおこしたときは直ちに胸腔ドレナージを行う。抗菌薬が無効の時にはレントゲン透視下で経皮的に膿瘍の穿刺ドレナージを行い持続的排膿をさせる。最後の手段としては、開胸して、膿瘍のある肺葉を切除する。